# アメリカ合衆国の地域
アメリカ合衆国の地域（あめりかがっしゅうこくのちいき）とは、アメリカ合衆国における地方区分や地域区分のこと。

## 州に跨る地域

### 公式の地域分類
アメリカ合衆国の多くの地域は連邦政府による法または規則で定義されている。

#### 国勢調査局が指定する地域と地区

米国国勢調査局の地域と地区

国勢調査局による地域区分は4つの地域（リージョン Region）に分割し、さらに地域を9つの地区（ディビジョン Division）に小区分している。国勢調査局の地域は、データ収集や分析など幅広く利用されている。その定義はあらゆる所で使われている。
- 第1地域（北東部）
  - 第一地区（ニューイングランド)…メイン州、ニューハンプシャー州、バーモント州、マサチューセッツ州、ロードアイランド州、コネチカット州
  - 第二地区（中部大西洋岸）… ニューヨーク州、ニュージャージー州、ペンシルベニア州
- 第2地域（中西部）
  - 第三地区（東北中部（英語版））…ミシガン州、ウィスコンシン州、オハイオ州、インディアナ州、イリノイ州
  - 第四地区（西北中部（英語版））…ミネソタ州、ノースダコタ州、サウスダコタ州、アイオワ州、ネブラスカ州、ミズーリ州、カンザス州
- 第3地域（南部）
  - 第五地区（南部大西洋岸（英語版））…デラウェア州、メリーランド州、ワシントン特別区、ウエストバージニア州、バージニア州、ノースカロライナ州、サウスカロライナ州、ジョージア州、フロリダ州
  - 第六地区（東南中部（英語版））…ケンタッキー州、テネシー州、アラバマ州、ミシシッピ州
  - 第七地区（西南中部（英語版））…アーカンソー州、オクラホマ州、ルイジアナ州、テキサス州
- 第4地域（西部）
  - 第八地区（山岳部）…モンタナ州、ワイオミング州、アイダホ州、コロラド州、ユタ州、ネバダ州、ニューメキシコ州、アリゾナ州
  - 第九地区（太平洋岸）…ワシントン州、オレゴン州、カリフォルニア州、アラスカ州、ハワイ州

#### 行政管理予算局

標準連邦地域

アメリカ合衆国行政管理予算局が標準連邦地域10個を定義している。1974年4月にサーキュラーA-105「標準連邦地域」として決め、行政機関全てにこの分類への順守を要求した。近年幾つかの機関はプログラムの必要性や地方、州、地域との調整を行うために独自の構造を作っているところもある。しかし、行政管理予算局は逸脱も認めている。
- 地域I：コネチカット、メイン、マサチューセッツ、ニューハンプシャー、ロードアイランド、バーモント州
- 地域II：ニュージャージー州、ニューヨーク、プエルトリコ、バージン諸島
- 地域III：デラウェア州、コロンビア特別区、メリーランド州、ペンシルベニア州、バージニア州、ウェストバージニア州
- 地域IV：アラバマ州、フロリダ州、ジョージア州、ケンタッキー州、ミシシッピ州、ノースカロライナ州、サウスカロライナ州、テネシー州
- 地域V：イリノイ州、インディアナ州、ミシガン州、ミネソタ州、オハイオ州、ウィスコンシン州
- 地域VI：アーカンソー州、ルイジアナ州、ニューメキシコ州、オクラホマ州、テキサス州
- 地域VII：アイオワ州、カンザス州、ミズーリ州、ネブラスカ州
- 地域VIII：コロラド州、モンタナ州、ノースダコタ州、サウスダコタ州、ユタ州、ワイオミング州
- 地域IX：アリゾナ、カリフォルニア、ハワイ、ネバダ州（アメリカ領サモア、グアム、北マリアナ諸島、太平洋諸島の信託統治）
- 地域X：アラスカ州、アイダホ州、オレゴン州、ワシントン州

#### 連邦準備銀行

連邦準備銀行　12の地区割。■は本部所在地。☆はFRS

連邦準備銀行による地域区分は、12地区に分割している。1913年、連邦準備銀行法によりアメリカ合衆国を12の地区に分け、それぞれに中央連邦準備銀行を置いた。この12行がアメリカ合衆国の中央銀行である連邦準備制度の主要部となっている。
| 地区     | 銀行                         | 本部所在地                       |
| -------- | ---------------------------- | -------------------------------- |
| 第1地区  | ボストン連邦準備銀行         | マサチューセッツ州ボストン       |
| 第2地区  | ニューヨーク連邦準備銀行     | ニューヨーク州ニューヨーク       |
| 第3地区  | フィラデルフィア連邦準備銀行 | ペンシルベニア州フィラデルフィア |
| 第4地区  | クリーブランド連邦準備銀行   | オハイオ州クリーブランド         |
| 第5地区  | リッチモンド連邦準備銀行     | バージニア州リッチモンド         |
| 第6地区  | アトランタ連邦準備銀行       | ジョージア州アトランタ           |
| 第7地区  | シカゴ連邦準備銀行           | イリノイ州シカゴ                 |
| 第8地区  | セントルイス連邦準備銀行     | ミズーリ州セントルイス           |
| 第9地区  | ミネアポリス連邦準備銀行     | ミネソタ州ミネアポリス           |
| 第10地区 | カンザスシティ連邦準備銀行   | ミズーリ州カンザスシティ         |
| 第11地区 | ダラス連邦準備銀行           | テキサス州ダラス                 |
| 第12地区 | サンフランシスコ連邦準備銀行 | カリフォルニア州サンフランシスコ |

このうち第2地区のニューヨーク連邦準備銀行が全体の要となる。

#### タイムゾーン

米国タイムゾーン

- 大西洋標準時（プエルトリコ）
- 東部標準時
- 中部標準時
- 山岳部標準時
- 太平洋標準時
- アラスカ標準時
- ハワイ・アリューシャン標準時

#### 控訴裁判所巡回区

控訴裁判所巡回区

- 第1巡回区: メイン州、マサチューセッツ州、ニューハンプシャー州、プエルトリコ、ロードアイランド州
- 第2巡回区: コネチカット州、ニューヨーク州、バーモント州
- 第3巡回区: デラウェア州、ニュージャージー州、ペンシルベニア州、バージン諸島
- 第4巡回区: メリーランド州、ノースカロライナ州、サウスカロライナ州、バージニア州、ウェストバージニア州
- 第5巡回区: ルイジアナ州、ミシシッピ州、テキサス州
- 第6巡回区: ケンタッキー州、ミシガン州、オハイオ州、テネシー州
- 第7巡回区: イリノイ州、インディアナ州、ウィスコンシン州
- 第8巡回区: アーカンソー州、アイオワ州、ミネソタ州、ミズーリ州、ネブラスカ州、ノースダコタ州、サウスダコタ州
- 第9巡回区: アラスカ州、アリゾナ州、カリフォルニア州、グアム、ハワイ州、アイダホ州、モンタナ州、ネバダ州、北マリアナ諸島、オレゴン州、ワシントン州
- 第10巡回区: コロラド州、カンザス州、ニューメキシコ州、オクラホマ州、ユタ州、ワイオミング州
- 第11巡回区: アラバマ州、フロリダ州、ジョージア州
- DC巡回区: ワシントンD.C.

連邦巡回区控訴裁判所は地域巡回区ではない。その司法権は全国であり対象案件に基づいている。

#### 経済分析局

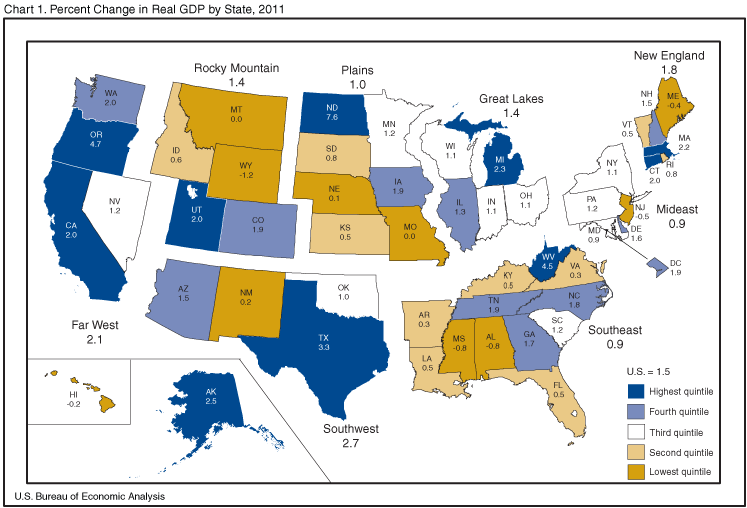
経済分析局による地域区分

アメリカ合衆国商務省経済分析局は経済データの比較のために地域割りを定義している。
| 地区               | 州 |
| ------------------ | --- |
| ニューイングランド | コネチカット州 、 メイン州 、 マサチューセッツ州 、 ニューハンプシャー州 、 ロードアイランド州 、バーモント州                                                                                                 |
| 中東               | デラウェア州 、 コロンビア特別区 、 メリーランド州 、 ニュージャージー州 、 ニューヨーク 、ペンシルベニア州                                                                                                   |
| 五大湖             | イリノイ州 、 インディアナ州 、 ミシガン州 、 オハイオ州 、ウィスコンシン州 |
| 平原               | アイオワ州 、 カンザス州 、 ミネソタ州 、 ミズーリ州 、 ネブラスカ州 、 ノースダコタ州 、サウスダコタ州 |
| 東南               | アラバマ州 、 アーカンソー州 、 フロリダ州 、 ジョージア州 、 ケンタッキー州 、 ルイジアナ州 、 ミシシッピ州 、 ノースカロライナ州 、 サウスカロライナ州 、 テネシー州 、 バージニア州 、ウェストバージニア州 |
| 南西               | アリゾナ州 、 ニューメキシコ州 、 オクラホマ州 、テキサス州 |
| ロッキー山脈       | コロラド州 、 アイダホ州 、 モンタナ州 、 ユタ州 、ワイオミング州 |
| 最西部             | アラスカ州 、 カリフォルニア州 、 ハワイ州 、 ネバダ州 、 オレゴン州 、ワシントン州 |

#### エネルギー情報管理局の地域
エネルギー情報管理局は、第二次世界大戦で戦争遂行のための石油管理局が設立した制度である防衛地区のための石油管理制度を使っている。現在は石油精製とその製品のデータを収集するために使われている。各防衛地区は精製地区に小区分されている。
- 防衛地区 I: アメリカ合衆国東海岸
  - 東海岸: メイン州、ニューハンプシャー州、バーモント州、マサチューセッツ州、ロードアイランド州、コネチカット州、ニュージャージー州、デラウェア州、メリーランド州、バージニア州、ノースカロライナ州、サウスカロライナ州、ジョージア州、フロリダ州。さらにニューヨーク州のカユガ郡、トンプキンス郡、シェマング郡から東、ペンシルベニア州のブラッドフォード郡、サリバン郡、コロンビア郡、モンツアー郡、ノーサンバーランド郡、ドーフィン郡、ヨーク郡より東
  - アパラチアン No. 1: ウェストバージニア州、および上記以外のペンシルベニア州とニューヨーク州
- 防衛地区 II: 中西部
  - インディアナ・イリノイ・ケンタッキー: インディアナ州、イリノイ州、ケンタッキー州、テネシー州、イリノイ州、オハイオ州
  - ミネソタ・ウィスコンシン・南北ダコタ: ミネソタ州、ウィスコンシン州、ノースダコタ州、サウスダコタ州
  - オクラホマ・カンザス・ミズーリ: オクラホマ州、カンザス州、ミズーリ州、ネブラスカ州、アイオワ州
- 防衛地区 III: メキシコ湾岸
  - テキサス湾岸部: テキサス州の湾岸にある29郡
  - テキサス内陸部: 上記以外のテキサス州
  - ルイジアナ湾岸部: ルイジアナ州の南部、ミシシッピ州の一部、アラバマ州の一部
  - 北ルイジアナ・アーカンソー: アーカンソー州の全部、上記以外のルイジアナ州、ミシシッピ州、アラバマ州
  - ニューメキシコ: ニューメキシコ州
- 防衛地区 IV: ロッキー山脈: モンタナ州、アイダホ州、ワイオミング州、ユタ州、コロラド州
- 防衛地区 V: アメリカ合衆国西海岸: ワシントン州、オレゴン州、カリフォルニア州、ネバダ州、アリゾナ州、アラスカ州、ハワイ州[7]

防衛地区 I はさらに3小地区に分けられる。
- 小地区 1A: ニューイングランド（コネチカット州、メイン州、マサチューセッツ州、ニューハンプシャー州、ロードアイランド州、バーモント州）
- 小地区 1B: 大西洋岸中部（デラウェア州、メリーランド州、ニュージャージー州、ニューヨーク州、ペンシルベニア州、ワシントンD.C.）
- 小地区 1C: 大西洋岸南部（フロリダ州、ジョージア州、ノースカロライナ州、サウスカロライナ州、バージニア州、ウェストバージニア州）[8]

防衛地区のための石油管理制度は第二次世界大戦中に作られたので、現在の傾向を正確に反映できていない。エネルギー情報管理局はこれに対応するために補助的な地区割りを行っており、現在の状況に合わせて変更する考えである。
- 地域 1: 防衛地区 I
- 地域 2: 防衛地区 II "内陸部"（ノースダコタ州、サウスダコタ州、ネブラスカ州、カンザス州、オクラホマ州、ミズーリ州、アイオワ州、テネシー州、ケンタッキー州）
- 地域 3: 防衛地区 II "五大湖地区"（ミネソタ州、ウィスコンシン州、イリノイ州、イリノイ州、インディアナ州、オハイオ州）
- 地域 4: 防衛地区 III "湾岸"（テキサス州湾岸とルイジアナ州湾岸）
- 地域 5: 防衛地区 III "内陸部"（テキサス州内陸部、ニューメキシコ州、北ルイジアナ州、アーカンソー州）
- 地域 6: 防衛地区 IV
- 地域 7: 防衛地区 V "カリフォルニア"（カリフォルニア州）
- 地域 8: 防衛地区 V "その他"（アラスカ州、アリゾナ州、ハワイ州、ネバダ州、オレゴン州、ワシントン州）
- 地域 9: "国際"
  - カナダ海洋部（ニューファンドランド、ノバスコシア州、ニューブランズウィック州）
  - カリブ海（プエルトリコ、トリニダード・トバゴ)[9]

### 非公式の多州および多地帯にまたがる地域

#### 経験則による地域名
経験則により、よく使われる地域別につぎのようなものもあるが、厳密な分類ではない。
- アメリカ合衆国東部
- アメリカ合衆国西部
- アメリカ合衆国北部
- アメリカ合衆国南部
- アメリカ合衆国東海岸
  - アメリカ合衆国北東部 (9州)
    - ニューイングランド (6州)

  - アメリカ合衆国中部大西洋岸
  - アメリカ合衆国南東部
- アメリカ合衆国中央部
- アメリカ合衆国中西部
- アメリカ合衆国山岳部
- アメリカ合衆国南西部
- アメリカ合衆国太平洋諸州
  - アメリカ合衆国西海岸
  - アメリカ合衆国北西部、太平洋岸北西部

#### 地域の特徴を使った名称
- アパラチア
- アーク・ラ・テックス（アーカンソー州、ルイジアナ州、テキサス州）
- 黒土地域（ニューヨーク州とニュージャージー州の一部）
- ブラックストーン・バレー（マサチューセッツ州とロードアイランド州の一部）
- 境界州
  - 南北戦争時の境界州
  - 国境隣接州
- カルメット地域（イリノイ州とインディアナ州の一部）
- ケープコッド（マサチューセッツ州の一部）
- 南北カロライナ
- アメリカ合衆国中央部
- シャンプレーン・バレー（ニューヨーク州とバーモント州の一部）
- 海岸州
- コロラド高原（コロラド州、ニューメキシコ州、ユタ州、アリゾナ州）
- コロンビア・ベースン（ワシントン州の一部）
- アメリカ合衆国本土
- 南北ダコタ
- ディープサウス
- デラウェア・バレー
- デルマーバ半島（デラウェア州、メリーランド州、バージニア州に跨る）
- ディキシー
- ドリフトレス地域（漂礫岩がない地域）
- フォー・コーナーズ（4つの州が1点に集まる所）
- フロンティア・ストリップ
- グレート・アメリカン・ディザート
- 大アパラチア・バレー
- グレートベースン
- 五大湖地域
- グレート・ノーザン・ウッズ
- グレートプレーンズ
- メキシコ湾岸
- ガルフ・サウス
- ハイプレーンズ（英語版）
- 内陸ノースウェスト（ワシントン州とアイダホ州の一部）
- インテリア・プレーンズ（中西部からカナダ）
- 内陸山岳部
- タホ湖
- リーハイ・バレー
- リャノ・エスタカード
- ミシシッピ・デルタ
- モハーヴェ砂漠
- モルモン回廊
- 北ニューイングランド
- オハイオ・バレー
- オザーク高原
- パルース（ワシントン州、アイダホ州、オレゴン州に跨る）
- ピードモント台地
- パイニーウッズ（松の森、南部）
- ロッキー山脈
- ショーニーヒルズ
- シェナンドー渓谷
- スーランド（アイオワ州、サウスダコタ州）
- サウスショア
- 南ニューイングランド
- 南ロッキー山脈
- サスケハナ川
- テネシー川バレー
- 竜巻街道
- トランス・ミシシッピ
- ツインティアーズ（ニューヨーク州とペンシルベニア州）
- アップランドサウス
- 北中西部（アッパー・ミッドウエスト）
- 両バージニア
- ワックスホー（南北カロライナ）

#### ベルト地帯
- グレインベルト
- コーンベルト
- サンベルト
- スノーベルト
- バイブルベルト
- ブラックベルト
- フロストベルト
- ライスベルト
- ラストベルト

#### 州境を跨ぐ大都市圏
- オーガスタ・エイケン大都市圏（サウスカロライナ州、ジョージア州
- ボルチモア・ワシントン大都市圏（メリーランド州、ワシントンD.C.）
- ボストン大都市圏（マサチューセッツ州他）
- シャーロット大都市圏（ノースカロライナ州、サウスカロライナ州）
- チャタヌーガ大都市圏（テネシー州、ジョージア州）
- シカゴ大都市圏（イリノイ州他）
- シンシナティ・北ケンタッキー大都市圏（オハイオ州、ケンタッキー州）
- デラウェア・バレー大都市圏（デラウェア州他）
- エバンズビル大都市圏（インディアナ州、ケンタッキー州）
- ファーゴ・ムーアヘッド大都市圏（ノースダコタ州、ミネソタ州）
- フォートスミス大都市圏（アーカンソー州、オクラホマ州）
- フロントレンジ都市回廊（コロラド州、ワイオミング州）
- グランドフォークス大都市圏（ノースダコタ州、ミネソタ州）
- カンザスシティ大都市圏（ミズーリ州、カンザス州）
- ルイビル大都市圏（インディアナ州、ケンタッキー州）
- メンフィス大都市圏（テネシー州、ミシシッピ州、アーカンソー州）
- ミシアナ（ミシガン州、インディアナ州）
- ミネアポリス・セントポール大都市圏（ミネソタ州、ウィスコンシン州）
- ニューヨーク大都市圏（ニューヨーク州他）
- オマハ・カウンシルブラフス大都市圏（ネブラスカ州、アイオワ州）
- ポートランド都市圏（オレゴン州、ワシントン州）
- クアッドシティズ（アイオワ州、イリノイ州）
- サクラメント大都市圏（カリフォルニア州、ネバダ州）
- セントルイス大都市圏（英語版）（ミズーリ州、イリノイ州）
- テクサーカナ大都市圏（テキサス州、アーカンソー州）
- トリ・シティズ（テネシー州、バージニア州）
- ツインポーツ（ミネソタ州、ウィスコンシン州）
- ハンプトン・ローズ（バージニア州、ノースカロライナ州）
- ワシントン大都市圏（ワシントンD.C.、メリーランド州、バージニア州）
- ヤングスタウン・ウォーレン・ボードマン大都市圏（オハイオ州、ペンシルベニア州）

#### 州境を跨ぐメガロポリス
- アリゾナ・サン回廊（アリゾナ州、メキシコ）
- カリフォルニア・メガポリタン（カリフォルニア州、ネバダ州）
- カスカディア（ワシントン州、オレゴン州）
- 五大湖メガロポリス（ミシガン州、イリノイ州他）
- ボスウォッシュ（マサチューセッツ州他）
- ピードモント大西洋メガリージョン（ジョージア州他）

## 各州内の地域

### アラバマ州

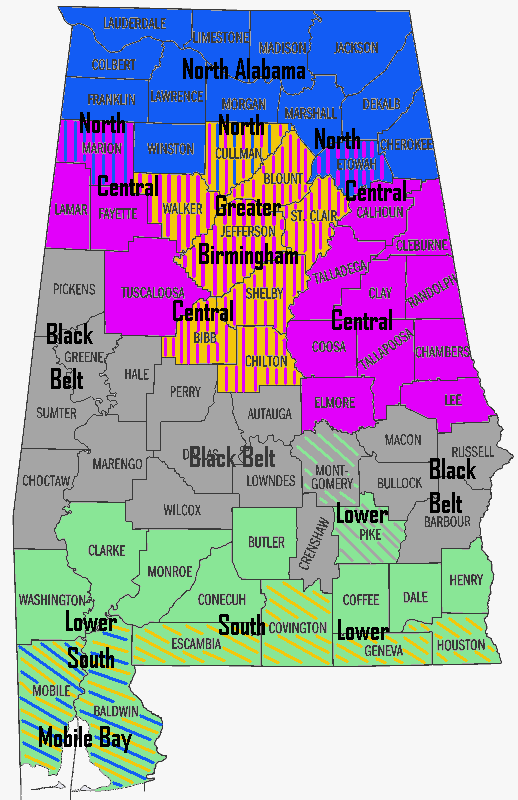
アラバマ州の地域図

- アラバマ州メキシコ湾岸
- バーミングハム大都市圏
- ブラックベルト
- アラバマ州中央部
- アラバマ州下流部
- モービル湾
- アラバマ州北部
- アラバマ州北東部
- アラバマ州北西部
- アラバマ州南部

### アラスカ州

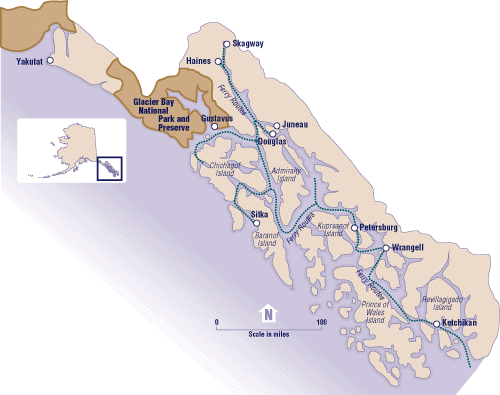
アラスカ州パンハンドル

- アラスカ州
- アラスカ北斜面
- アラスカ州パンハンドル
- アリューシャン列島
- 北極圏アラスカ
- ザ・ブッシュ
- キナイ半島
- マタヌスカ・スシトナ・バレー
- スワード半島
- アラスカ州南中部
- アラスカ州南西部
- タナナ・バレー
- ユーコン＝カスコクウィム・デルタ

### アリゾナ州

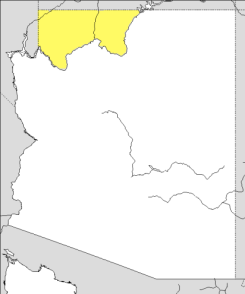
アリゾナ・ストリップ

- アリゾナ・ストリップ
- グランドキャニオン
- アリゾナ州北中部
- アリゾナ州北東部
- アリゾナ州北部
- フェニックス大都市圏
- アリゾナ州南部

### アーカンソー州
- アーカンソー・デルタ
- アーカンザス川バレー
- アーカンソー・ティンバーランド
- リトルロック・ノースリトルロック都市圏
- クロウリーズ・リッジ
- アーカンソー州北西部
- アーカンソー州南部

### カリフォルニア州
- アンテロープ・バレー
- ビッグサー
- カスケード山脈
- 中部カリフォルニア
- 中部海岸
- セントラル・バレー
- チャンネル諸島
- コーアチェラ・バレー
- コネホ・バレー
- クカモンガ・バレー
- デスヴァレー
- 砂漠地域
- イーストベイ
- 東カリフォルニア
- エメラルド・トライアングル
- ゴールドカントリー
- グレートベースン
- ロサンゼルス大都市圏
- サクラメント大都市圏
- インランド・エンパイア
- タホ湖
- ロサンゼルス盆地
- ロスト海岸
- フレズノ都市圏
- モハーヴェ砂漠
- ノースベイ
- 北部海岸
- 北カリフォルニア
- オーエンズ・バレー
- オックスナード平原
- サンフランシスコ半島
- ポモナ・バレー
- サクラメント・バレー
- ソルトン湖
- サンバーナーディーノ・バレー
- サンフェルナンド・バレー
- サンフランシスコ・ベイエリア
- サンガブリエル・バレー
- サンホアキン・バレー
- サンタクララ・バレー
- サンタクララ川バレー
- サンタクラリタ・バレー
- シャスタ・カスケード
- シエラネバダ山脈
- シリコンバレー
- サウスベイ（ロサンゼルス）
- サウスベイ（サンフランシスコ・ベイエリア）
- 南カリフォルニア
- トライ・バレー
- アップステート・カリフォルニア
- ビクター・バレー
- ワインカントリー
- ヨセミテ

### コロラド州

フロントレンジ都市回廊

- コロラド州中部
- コロラド東部平原
- コロラド・フロントレンジ
- コロラド・ミネラルベルト
- コロラド・ピードモント
- コロラド西斜面
- デンバー・オーロラ大都市圏
- ハイ・ロッキーズ
- コロラド州北西部
- サンルイ・バレー
- コロラド州南中部
- コロラド州南西部

### コネチカット州

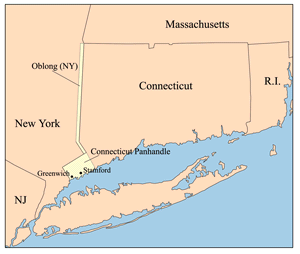
コネチカット・パンハンドルと「ジ・オブロング」

コネチカット州には15の公式地域がある。それぞれ地域政府があり、郡政府の代わりになっている。この他に非公式地域がかなり多くあるが、政府は無い。
- 中央ノーガタック・バレー
- コネチカット州海岸部
- コネチカット・パンハンドル
- ブリッジポート大都市圏
- ニューヘイブン大都市圏
- ハートフォード大都市圏
- リッチフィールド・ヒルズ
- コネチカット川下流バレー
- ノーガタック川バレー
- ニューヨーク大都市圏/ゴールドコースト
- クワイエットコーナー
- コネチカット州南東部
- コネチカット州南西部

### デラウェア州
"アップステート" あるいは "アップノース"
- デラウェア・バレー、アバブ・ザ・キャナル

"スロワー・ローワー" 
- ケープ・リージョン
- セントラル・ケント
- デラウェア海岸

### フロリダ州

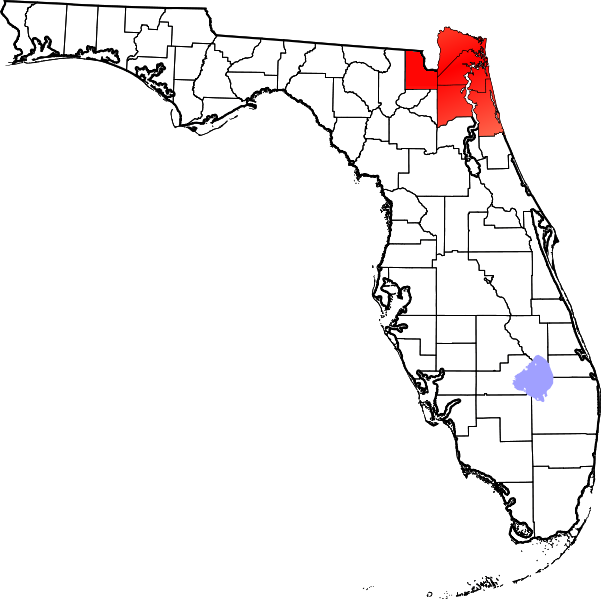
ファースト・コースト

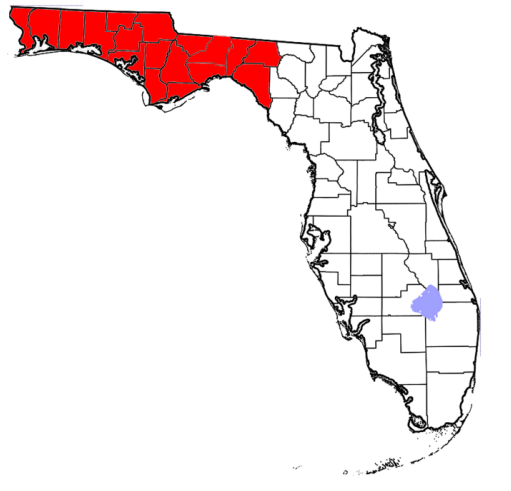
フロリダ・パンハンドル

方向による地域
- フロリダ州中部
- フロリダ州北部
- フロリダ州北中部
- フロリダ州北東部
- フロリダ州南部
- フロリダ州南西部

土地固有の地域
- ビッグベンド
- エメラルド海岸
- ファースト・コースト
- フロリダ・ハートランド
- フロリダキーズ
- フロリダ・パンハンドル
- フォゴットン海岸
- エバーグレーズ
- ゴールドコースト
- ハリファックス地域
- レッドヒルズ
- ネイチャーコースト
- スペースコースト
- フロリダ・サンコースト
- タンパ湾地域
- トレジャーコースト

### ジョージア州
- アトランタ都市圏
- セントラル・サバンナ川地域
- コロニアルコースト
- ゴールデンアイルズ
- ヒストリックサウス
- インランド・エンパイア
- 北ジョージア山地
- サザンリバーズ

#### 地形的地域
- アパラチア高原
- ブルーリッジ山脈
- 海岸平原
- ピードモント台地
- リッジ・アンド・バレー

### ハワイ州
- カウアイ郡 - カウアイ島、ニイハウ島

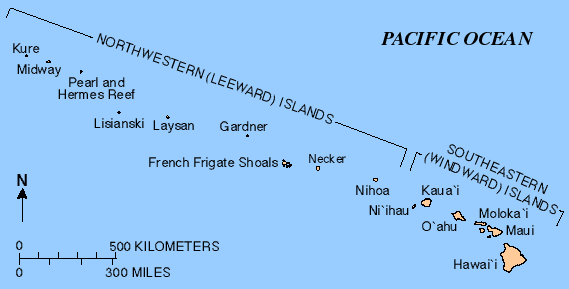
ハワイ州（ハワイ諸島）には北西（風下）諸島と南東（風上）諸島という区分けもある。

- ホノルル郡 - ホノルル市、オアフ島の残り、北西ハワイ諸島
- マウイ郡 - マウイ島、ラナイ島、カホオラウェ島、モロカイ島（カラワオ郡を除く）
- カラワオ郡 - モロカイ島のカラウパパ半島
- ハワイ郡 - ハワイ島
  - ハマクア、南北ヒロ、ハマクア、南北コハラ、南北コナ、カウ地区

### アイダホ州

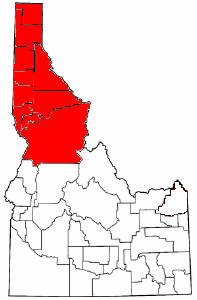
アイダホ・パンハンドル

- アイダホ州中部
- アイダホ州東部
- アイダホ・パンハンドル
- マジック・バレー
- アイダホ州北中部
- パルースヒルズ
- アイダホ州南部
- アイダホ州南西部
- トレジャー・バレー

### イリノイ州
- アメリカンボトム
- イリノイ州中部
- シャンペーン・アーバナ大都市圏
- シカゴ大都市圏
- 無漂礫岩地域
- フォゴットニア
- フォックスバレー
- メトロ・イースト
- メトロ・レイクランド
- 米英戦争報償用地
- ミシシッピ川沖積平原
- ノースショア
- イリノイ州北部
- イリノイ州北西部
- ピオリア都市圏
- クアッドシティズ
- リバーベンド
- ロックフォード都市圏
- ショーニーヒルズ
- イリノイ州南部
- ストリーターランド
- トリステイト地域
- ウォバシュ・バレー

### インディアナ州
- インディアナ州東中部
- インディアナポリス都市圏
- ミシアナ
- インディアナ州北部
- インディアナ州北西部
- インディアナ州南部
- インディアナ州南西部
- ウォバシュ・バレー

### アイオワ州
- コトー・ド・プレーリーズ
- デモイン都市圏
- 開析漂礫土平原
- 無漂礫岩地域
- グレート川道路
- ハニーランズ
- アイオワ・グレートレイクス
- 黄土丘陵
- オマハ・カウンシルブラフス大都市圏
- クアッドシティズ
- スーランド

### カンザス州
- カンザス州東中部
- フリントヒルズ
- ハイプレーンズ（英語版）
- カンザスシティ大都市圏
- カンザス州北中部
- オーセージ平原
- オザーク高原
- レッドヒルズ
- サンタフェ・トレイル
- スモーキーヒルズ
- カンザス州南東部

### ケンタッキー州

ケンタッキー州地域図

- ブルーグラス
- ケンタッキー州中部
- カンバーランド高原
- イースタン・マウンテン炭田
- ケンタッキー・ベンド
- ザ・ノブズ
- ケンタッキー州北部
- ペニーロイヤル台地
- ザ・パーチェイス
- ウェスタン炭田

### ルイジアナ州
- アケイディアナ
  - ケイジャンハートランド
  - リバー・パリッシュ
- ルイジアナ州中部
- フロリダ・パリッシュ
- フレンチ・ルイジアナ
- ニューオーリンズ大都市圏
- ルイジアナ州北部

### メイン州
- ダウンイースト
- ハイピークス / メイン・ハイランズ
- ケネベック・バレー
- メイン・ハイランズ
- メイン・レイクカントリー
- メイン・ノースウッズ
- ミッドコースと
- ペノブスコット湾
- 南メイン海岸
- 西メイン山地

### メリーランド州

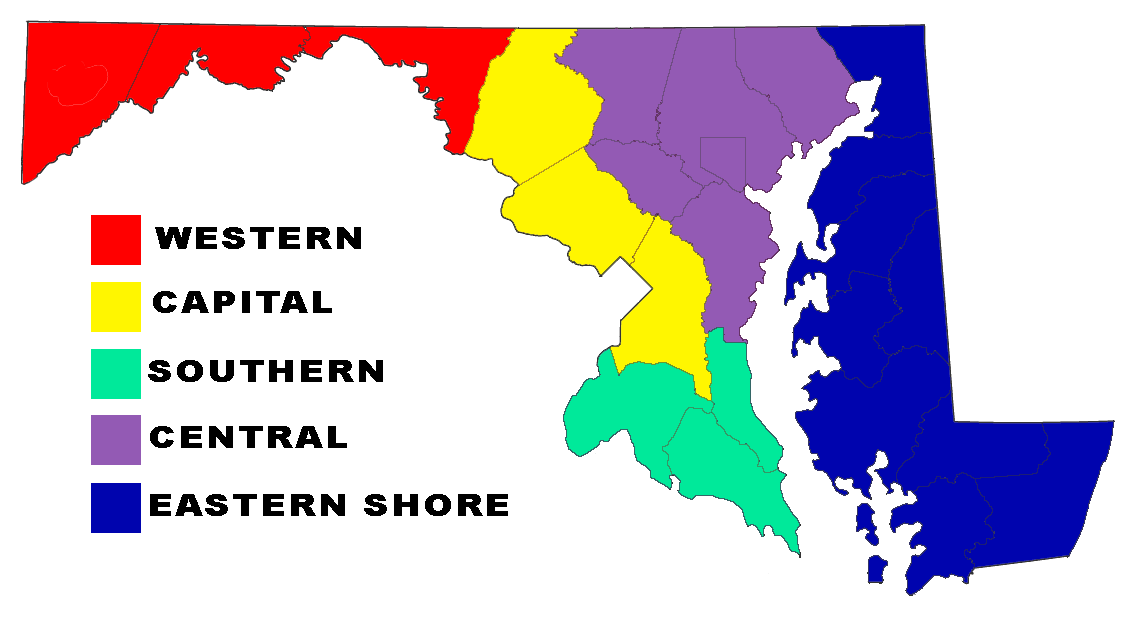
メリーランド州地域図

- ボルチモア・ワシントン大都市圏
- 首都地域
- チェサピーク湾
- メリーランド州東岸
- メリーランド州南部
- メリーランド州西部

### マサチューセッツ州
- バークシャー地域
- ケープ・アン
- ケープコッド
- マサチューセッツ州中部
- ボストン大都市圏
- マサチューセッツ州島嶼部
  - マサチューセッツ州
  - ナンタケット島)
- メリマックバレー
- メトロウェスト
- [ノースショア
- マサチューセッツ州北中部
- パイオニア・バレー
- 南海岸
- サウスショア
- マサチューセッツ州南東部
- マサチューセッツ州西部

### ミシガン州

ミシガン州アッパー半島とロウアー半島の地域図

- ロウアー半島
  - ミシガン州北部
  - ミシガン州中部
    - フリント/トリシティーズ
    - ザ・サム

  - ミシガン州西部
    - ミシアナ

  - ミシガン州南東部
    - デトロイト大都市圏
- アッパー半島
  - カッパー・カントリー
  - キーウィノー半島

### ミネソタ州

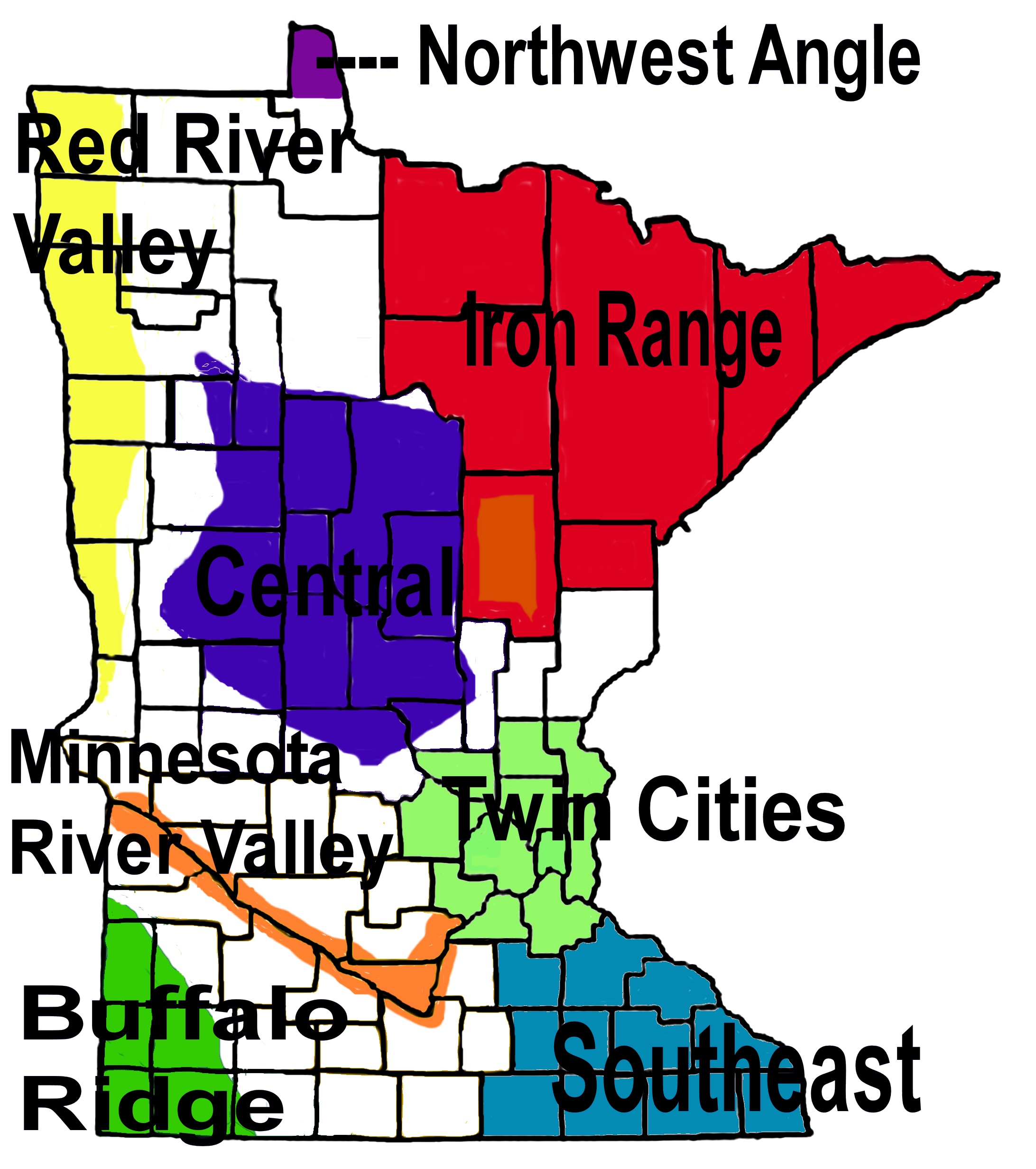
ミネソタ州地域図

- アローヘッド
- バウンダリー・ウォーターズ
- バッファロー・リッジ
- ミネソタ州中部
- クーリー地域
- アイアン・レンジ
- ミネソタ川バレー
- ノースショア
- ノースウエスト・アングル
- パイプストーン
- レッド川流域
- ミネソタ州南東部
- ミネアポリス・セントポール大都市圏

### ミシシッピ州
- ゴールデン・トライアングル
- ミシシッピ沖積平野
- ミシシッピ・デルタ
- ミシシッピ州メキシコ湾岸
- ナチェズ地区
- ミシシッピ北部
- パインベルト
- テネシー・バレー

### ミズーリ州

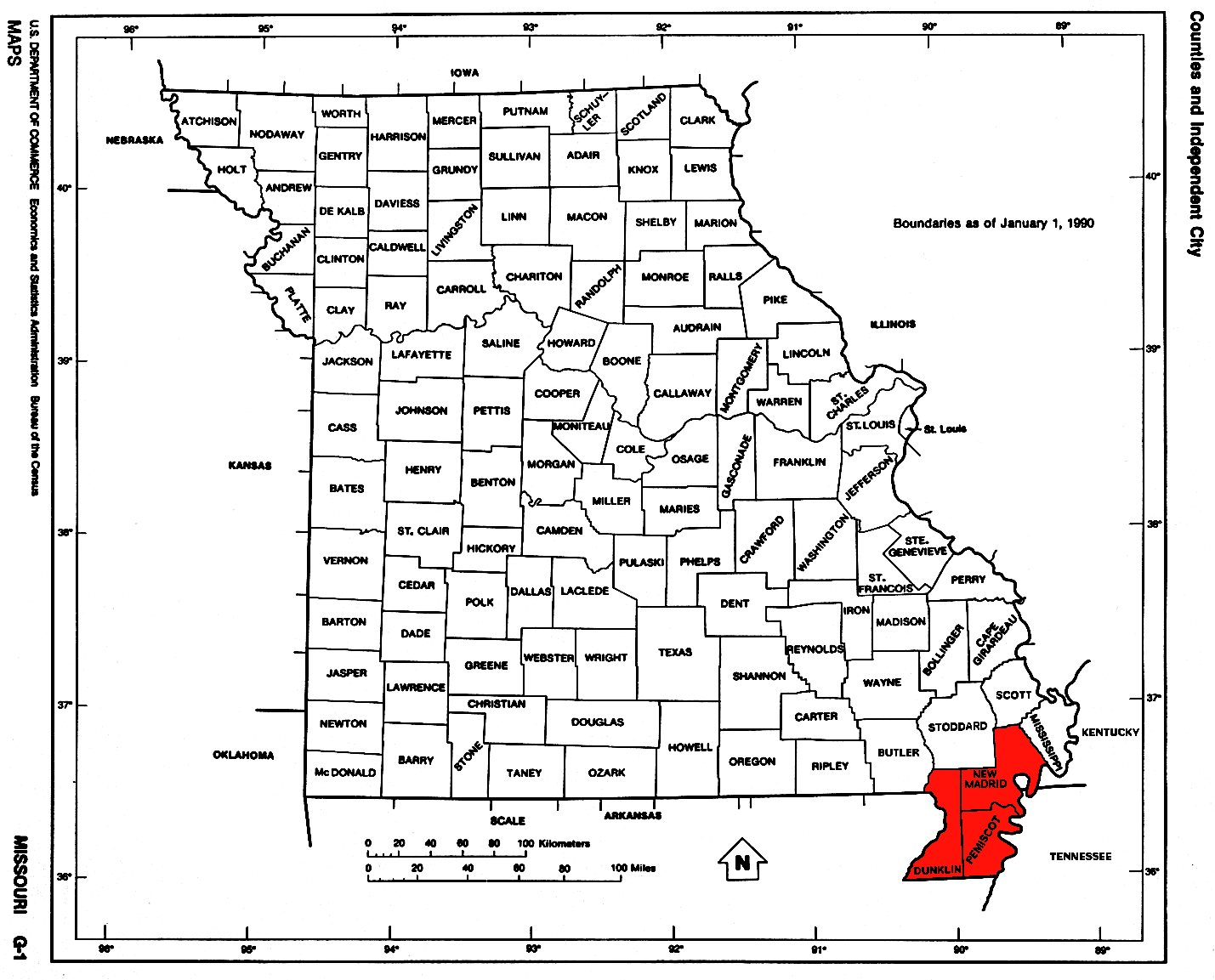
ミズーリ州踵部

- ミズーリ州踵部
- 北部平原
- カンザスシティ大都市圏
- 鉛ベルト
- リトルディキシー
- ナチェズ・トレイス
- オザーク高原
- セントルイス大都市圏

### モンタナ州
- ビッグホーン山脈
- モンタナ州東部
- フラットヘッド
- グレイシャーカントリー
- グレイシャー国立公園
- モンタナ州南中部
- モンタナ州南西部
- トゥーメディスン
- モンタナ州西部
- イエローストーン国立公園

### ネブラスカ州

ネブラスカ・パンハンドル

- ネブラスカ州の回廊地帯
- ネブラスカ州北西部
- パイン・リッジ
- レインウォーター・ベイスン
- サンドヒルズ
- ネブラスカ州南東部
- ワイルドキャットヒルズ

### ネバダ州
- ブラックロック砂漠
- タホ湖
- ラスベガス・バレー
- モハーヴェ砂漠
- パーラナガット・バレー
- シエラネバダ山脈

### ニューハンプシャー州
- コネチカット川バレー
- ダートマス・サンエイピー湖地域
- グレートノースウッズ
- 湖沼地帯
- メリマック・バレー
  - ゴールデン・トライアングル
- モナドノック
- 海岸地帯
- ホワイト山地

### ニュージャージー州
- 北ジャージー
  - スカイランズ
    - アムウェル・バレー
    - 黒土地帯
    - グレート・バレー
      - サセックス郡スノーベルト

    - ハンタードン台地
    - リッジ・アンド・バレー・アパラチアン
    - ハイランズ
    - サマセットヒルズ
    - サワーランズ

  - ゲイトウェイ
    - ケミカルコースト/サウンドショア
    - ハドソン・ウォーターフロント
      - 北ハドソン

    - メドウランズ
    - パスカック・バレー
    - ラリタンベイショア
    - 西ハドソン
- 中央ジャージー
  - ベイショア
  - ジャージーショア
  - ショアリージョン
- 南ジャージー
  - ショアリージョン
    - 北ハイランズ
      - アイリッシュ・リビエラ

    - パイン・バーレンズ

  - デラウェア・バレー
    - パイン・バーレンズ
    - サワーランズ

  - サザンショア
    - ケープメイ
    - グレイズ
    - トリシティーズ
    - トリカウンティ・ファームベルト

  - アトランティックシティ都市圏
    - パイン・バーレンズ
    - 中央回廊ピードモント地域

### ニューメキシコ州
- ニューメキシコ州中部
- ニューメキシコ州東部
- ニューメキシコ州踵部
- ニューメキシコ州北部

### ニューヨーク州
- ダウンステート・ニューヨーク
  - ニューヨーク大都市圏
    - ニューヨーク市

  - ロングアイランド
    - ナッソー郡
    - サフォーク郡
    - ハンプトンズ
    - ノースショア（ゴールドコースト）
    - サウスショア
- アップステート・ニューヨーク
  - エリー運河回廊
    - ニューヨーク州運河システム
    - ニューヨーク州運河トレイル

  - ニューヨーク州西部
    - ホランド・パーチェイス
    - バーンドオーバー地区

  - フィンガーレイクス
  - レザーストッキング・カントリー
  - ニューヨーク州中部
    - ニューヨーク州中部軍用地

ニューヨーク州地域図、経済開発省作成

    - フェルプス・アンド・ゴーラム・パーチェイス
    - シラキュース都市圏

  - モホーク・バレー
  - サザン・ティア
  - 州都地区
  - ノースカントリー
    - アディロンダック山地
      - アディロンダック公園

    - スキー・カントリー
    - サウザンド諸島
    - タッグヒル

  - キャッツキル山地
    - ボーシュトベルト

  - ハドソン・バレー
    - シャワンガンク・リッジ
    - 黒土地帯

### ノースカロライナ州
- ノースカロライナ州西部
  - フットヒルズ
    - サウス山地
    - ユニフォア

  - ハイカントリー
  - ランド・オブ・ザ・スカイ
    - アシュビル都市圏
      - グレート・クラギー山地

    - ブルーリッジ山脈
      - ブラック山地
      - ブラッシー山地
      - グレートバルサム山地
      - ユナカ山地
      - ユニコイ山地

    - グレートスモーキー山脈
      - テネシー・バレー
- ノースカロライナ・ピードモント
  - ピードモント・クレセント
    - シャーロット都市圏
      - ノーマン湖地域

    - ピードモント・トライアッド都市圏
      - サウラタウン山地
      - ウーハリー山地
      - ヤドキン・バレー

  - リサーチ・トライアングル
    - ニューホープ・バレー
    - トライアングル・イースト
- 海岸平原
  - ファイエットビル都市圏
  - インナーバンクス
    - アルベマール

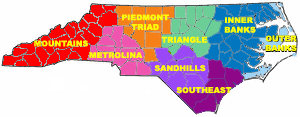
ノースカロライナ州地域図

    - グローバル・トランスパーク経済開発地域
    - タイドウォーター

  - ローワー・ケープフェア
  - アウターバンクス
    - クリスタルコースト
      - ボーグ・バンクス
      - ダウンイースト

  - サンドヒルズ

### ノースダコタ州
- 悪地
- ミズーリ断崖
- ミズーリ川回廊
- レッド川流域

### オハイオ州

グレートブラック湿地に覆われた地帯

- アルゲイニー台地
- アパラチアン・オハイオ
- シンシナティ・北ケンタッキー都市圏
- コロンバス都市圏
- コネチカット西部保留地（現在は無い）
- グレートブラック湿地
- エリー湖諸島
- マイアミ・バレー
- オハイオ州北東部
- オハイオ州北西部

### オクラホマ州

オクラホマ州・パンハンドル

- オクラホマ州中部
- チェロキー・アウトレット
- グリーン・カントリー
- キアミチ・カントリー
- リトル・ディキシー
- オクラホマ州北西部
- オクラホマ州・パンハンドル
- オクラホマ州南中部
- オクラホマ州南西部

### オレゴン州

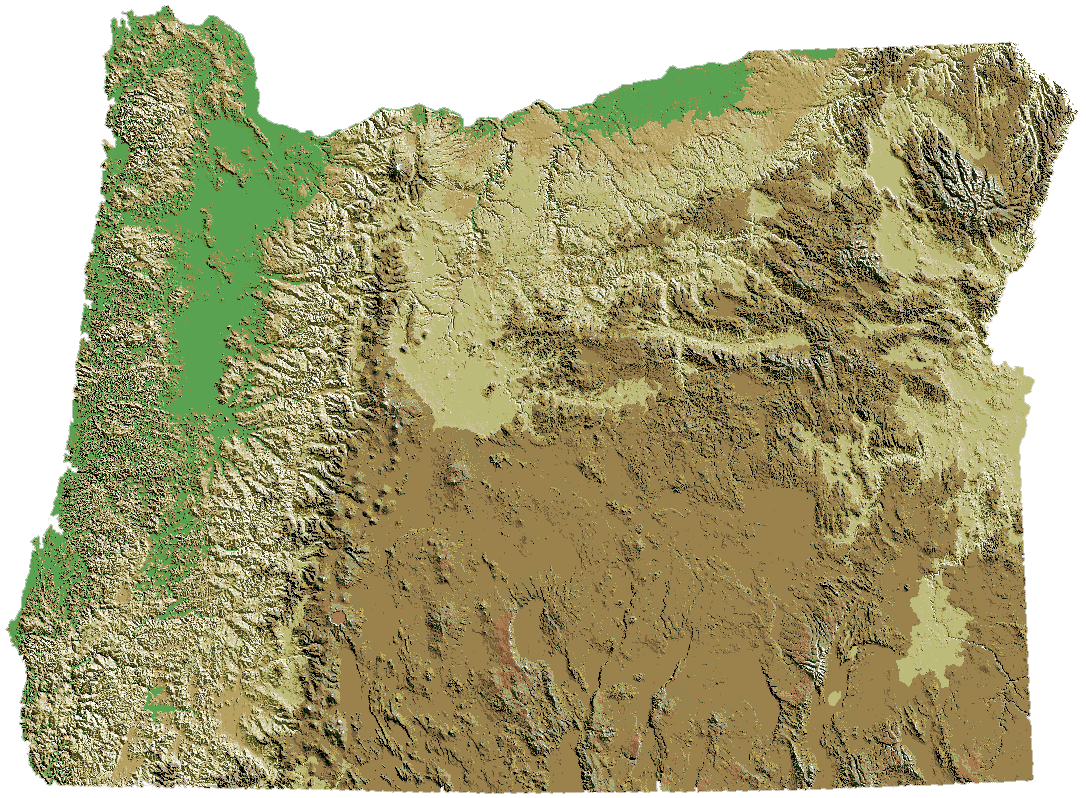
オレゴン州地形図

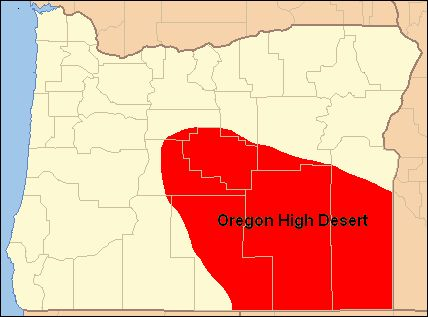
ハイデザート

- カスケード山脈
- 中央オレゴン（英語版）
- コロンビア川台地
- コロンビア川
- コロンビア川峡谷
- 東オレゴン
- グース・レイク・バレー（英語版）
- ハーニー盆地
- 高原砂漠（英語版）
- フッド・リバー・バレー（英語版）
- フッド山回廊（英語版）
- 北西オレゴン（英語版）
- オレゴン海岸（英語版）
- パルース
- ポートランド都市圏
- ローグ・バレー（英語版）
- 南オレゴン（英語版）
- トレジャー・バレー（英語版）
- テュアラティン・バレー（英語版）
- ワーナー・バレー（英語版）
- 西オレゴン（英語版）
- ウィラメットバレー

### ペンシルベニア州
- アリゲイニー国立の森
- 石炭地域
- カンバーランド・バレー
- デラウェア・バレー
- ダッチ・カントリー
- エンドレス山地
- ハイランズ
- ローレル・ハイランズ
- リーハイ・バレー
- メインライン
- ノーザン・ティア
- ペンシルベニア州北東部
- 北西地域
- ピッツバーグ都市圏
- ポコノス
- ペンシルベニア州南中部
- サスケハナ川バレー
- ペンシルベニア州西部
- ワイオミング・バレー

### ロードアイランド州
- ブラックストーン・バレー
- イーストベイ
- ウェストベイ
- サウスカントリー

### サウスカロライナ州
- サウスカロライナ・ローカントリー
- ミッドランズ
- アップステート

観光地
- - グランド・ストランド
  - マレー湖カントリー
  - ローカントリーとリゾート諸島
  - 旧96地区
  - 旧イングリッシュ地区
  - ピーディー
  - サンティ・クーパー・カントリー

その他地理的特徴
- - ブルーリッジ山脈
  - チャールストン都市圏
  - [サウスカロライナ州海岸部
  - コロンビア都市圏
  - ピードモント台地
  - ロックヒル地域
  - サンドヒルズ
  - シー諸島

### サウスダコタ州
- 悪地
- ブラックヒルズ
- コトー・ド・プレーリーズ

### テネシー州
- テネシー州東部
- テネシー州中部
- テネシー州西部

その他地理的特徴
- - ハイランドリム
  - ナッシュビルベイスン
  - テネシー・バレー

### テキサス州

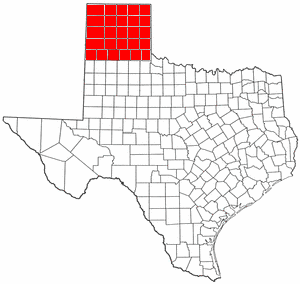
テキサス州・パンハンドル

- ブラゾス・バレー
- テキサス州中部
  - テキサス黒土プレーリー
  - テキサス・ヒル・カントリー
- メキシコ湾岸
  - ガルベストン湾
  - ヒューストン大都市圏
- テキサス州東部
  - パイニー・ウッズ、テキサス州北東部
- テキサス州北部
  - ダラス・フォートワース大都市圏
  - テキサス州の回廊地帯
  - テキソマ
- テキサス州南部
  - ミッション・カントリー
  - リオ・グランデ川バレー
- テキサス州南東部
  - ゴールデン・トライアングル
  - ヒューストン大都市圏
- テキサス州中西部/西中部
- テキサス・アーバン・トライアングル
- テキサス州西部
  - エドワーズ台地
  - リャノ・エスタカード
  - パーミアン盆地
  - サウスプレーンズ
  - トランス・ペコス
  - グレートプレーンズ

### ユタ州
- キャッシュ・バレー
- コロラド高原
- ディキシー
- グレートソルトレイク砂漠
- モハーヴェ砂漠
- サンラファエル・スウェル
- ユタ州南東部
- ユタ州南西部
- ユインタ山地
- ワサッチ・バック
- ワサッチ・フロント
- ワサッチ山脈

### バーモント州
- バーリントン都市圏
- シャンプレーン・バレー
- グリーン山地
- マンスフィールド山
- ノースイースト・キングダム

### バージニア州

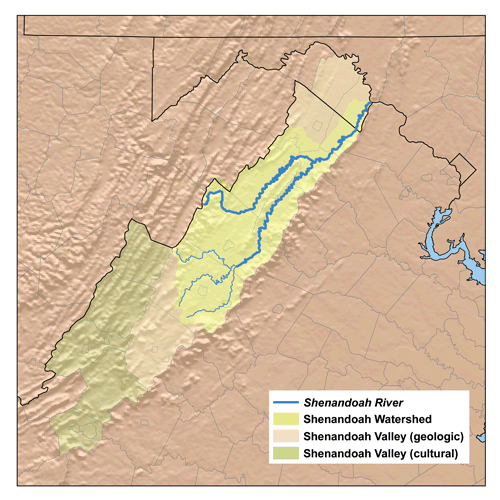
シェナンドー渓谷の地図

- 東部海岸
- ハンプトン・ローズ
- 歴史的三角形
- ミドル半島
- ニュー川バレー
- ノーザンネック
- バージニア州北部
- リッチモンド都市圏
- シェナンドー渓谷
- サウス・ハンプトン・ローズ
- サウスサイド・バージニア
- バージニア州南西部
- タイドウォーター
- トリシティーズ
- バージニア半島

### ワシントン州
- ワシントン州中部
- コロンビア川台地
- ワシントン州東部
- キットサップ半島
- ロングビーチ半島
- オカナガン・カントリー
- オリンピック山脈
- オリンピック半島
- ピュージェット湾
- ロッキー山脈s
- サンフアン諸島
- スカギット・バレー
- トリシティーズ
- ワラワラ・カントリー
- ワシントン州西部
- ヤキマ川バレー

### ウェストバージニア州
- 東部パンハンドル
- ウェストバージニア州北中西部
- 北部パンハンドル
- ポトマック高地
- ウェストバージニア州南部

### ウィスコンシン州
- セントラルプレーン
- ドア半島
- 東部山地と低地
- スペリオル湖低地
- 北ハイランド
- 西アップランド

### ワイオミング州
- ビッグホーンベイスン
- グランドテトン
- パウダー川カントリー
- イエローストーン国立公園

## その他の地域

ボーイスカウト・アメリカの区分、1992年

ボーイスカウト・アメリカの区分
- 中央地域
- 北東地域
- 南地域
- 西地域

## アメリカの関連記事
- アメリカ合衆国の地理
- アメリカ合衆国の主な広域都市圏人口の順位
- アメリカ合衆国の主な都市圏人口の順位